# Františkánský klášter (Hořovice)
Barokní klášter v Hořovicích z roku 1674 postavený původně pro řád theatinů získal po roce 1684 pro své účely řád františkánů. Nachází se na východní straně Palackého náměstí, naproti kostelu Nejsvětější Trojice. Nyní slouží jako Základní umělecká škola Josefa Slavíka. Budova je památkově chráněná od roku 1958. V bývalém refektáři se nacházejí vzácné nástěnné malby, které jsou dokladem života zdejšího kláštera a jsou mimořádně přínosné jako zachovalý soubor františkánských památek celých Čech.

## Historie
Pro účely františkánského kláštera byly upraveny a barokní přestavbou propojeny dva původně samostatné renesanční domy. Jeden z nich je doložen roku 1540 jako majetek konšela Jana Pohanovského, později byl v majetku pánů z Říčan. Druhý dům patřil významné hořovické rodině Przníků. V roce 1624 domy vyhořely a spáleniště zakoupil regent, neboli správce martinického hořovického panství Jakub Veltrubský, který si zde začal budovat své sídlo. Majitelem panství v té době byl Bernard Ignác Jan z Martinic (1614–1685), syn pražskou defenestrací (1618) proslaveného Jaroslava Bořity z Martinic (1582–1649). Jakub Veltrubský byl nemilosrdný správce. Nejenže soužil a odíral poddané o vysoké daně, ale peníze za majetek a půdu, které získal po těch, kteří byli nuceni po třicetileté válce odejít ze svých domovů, neodváděl zcela vrchnosti, ale část zůstávala v jeho pokladně. Bernard z Martinic na jeho zpronevěry přišel a zapudil ho. Stal se tak všemi nenáviděným a opovrhovaným člověkem. Zabavil mu rozestavěný dům s přilehlými pozemky a přikázal, aby Veltrubský z nakradených peněz postavil klášter pro řád theatinů. Získali ho roku 1674 a provozovali v něm do roku 1684 hospic. V té době byla v klášteře zbudována také knihovna a naproti klášteru postaven i kostel Nejsvětější trojice. Po morové nákaze však theatini město opustili. Bernard Martinic proto povolal na své panství františkány, kteří kostel a budovu využili pro svoji činnost a zůstali ve městě do roku 1950, kdy byl klášter zrušen.

## Popis

### Exteriér
V roce 1782 při slavnosti Božího Těla, když vojsko střílelo čestnou salvu, zaletěl hořící obal patrony na střechu. Klášter zachvátil rozsáhlý požár. Jeho podstatná část se nedochovala. Z původní stavby se zachovala jen vstupní valeně klenutá chodba s lunetami, zbytek budovy je mladší. Přízemní dvoupodlažní stavba je z náměstí nenápadná. Směrem do hloubky parcely je zřejmé, že je na uzavřeném obdélném půdorysu, krytá valbovou střechou. Ke kratšímu průčelí budovy do náměstí je přistavěna půlkruhem klenutá brána. Na severu k budově přiléhá zeď s dřevěnou bránou se vsazenou vstupní brankou. Na jihu se v rámci areálu k budově v úrovni průčelí vázal menší obdélný přístavek, završený sedlovou střechou. Přístavek byl dělen do dvou částí. Severní část přímo navazovala na budovu školy. Jižní část navazovala na sousední dům číslo popisné 254 (lékárna).

### Restaurátorské práce
Do roku 2008 byl roubený přístavek v majetku řádu františkánů. Hořovičtí radní ho odkoupili za účelem zbudování nových veřejných toalet. V posvátných prostorách bývalého františkánského kláštera ze 17. století zcela nevhodných. V průběhu restaurátorského průzkumu, který prováděla restaurátorka Karine Artouni byl pod dvěma vápennými nátěry na svislých dřevěných stěnách a záklopovém stropu učiněn nečekaný nález. Kromě dekorativních maleb byly objeveny i malby figurální z období kolem roku 1750. Pravděpodobně jde o výjevy ze života svatého Františka z Assisi či představeného kláštera. Umělecká výmalba přímo na roubené konstrukci domečku, který byl vložen do komplexu Františkánského kláštera, je unikátní. Při rekonstrukci se však objevovaly komplikace. Kvůli poškozeným trámům musel být celý objekt nakonec rozebrán. Trámy byly v péči restaurátorky i řezbáře. Malby se odvezly na průzkum. Postupným očišťováním se začaly objevovat světské i sakrální motivy. Původní zrestaurované trámy s barokními malbami byly po rekonstrukci vráceny zpět a jsou ozdobou městského infocentra, kde je lze zhlédnout.

### Základní umělecká škola Josefa Slavíka
1. září 1949 byl ustanoven v Hořovicích Městský hudební ústav, který od počátku nese jméno houslového virtuóza Josefa Slavíka. Po zrušení konventu a odvezení posledních řeholníků v dubnu 1950 převzal budovu kláštera Místní národní výbor. Od 1. září 1950 začala v budově pracovat hudební škola pod označením Lidová škola umění („liduška“). Františkánskému řádu byl objekt vrácen v restituci po roce 1990. Jejím správcem se stala Nadace Konvent Pax, která zachovala ve zdech kláštera hudebního ducha a ustanovila se tak Základní umělecká škola („zuška“) Josefa Slavíka Hořovice.

#### Ředitelé školy[13]
| 1949–1950 | Jaroslav Hübner     |
| 1950–1954 | Viktor Kristián     |
| 1954–1962 | Vojtěch Hrubý       |
| 1962–1963 | Josef Vyskočil      |
| 1963–1993 | František Procházka |
| 1993–2000 | Josef Svejkovský    |
| 2000–2012 | Jan Jůna            |
| 2012–2015 | Jakub Albrecht      |

## Galerie

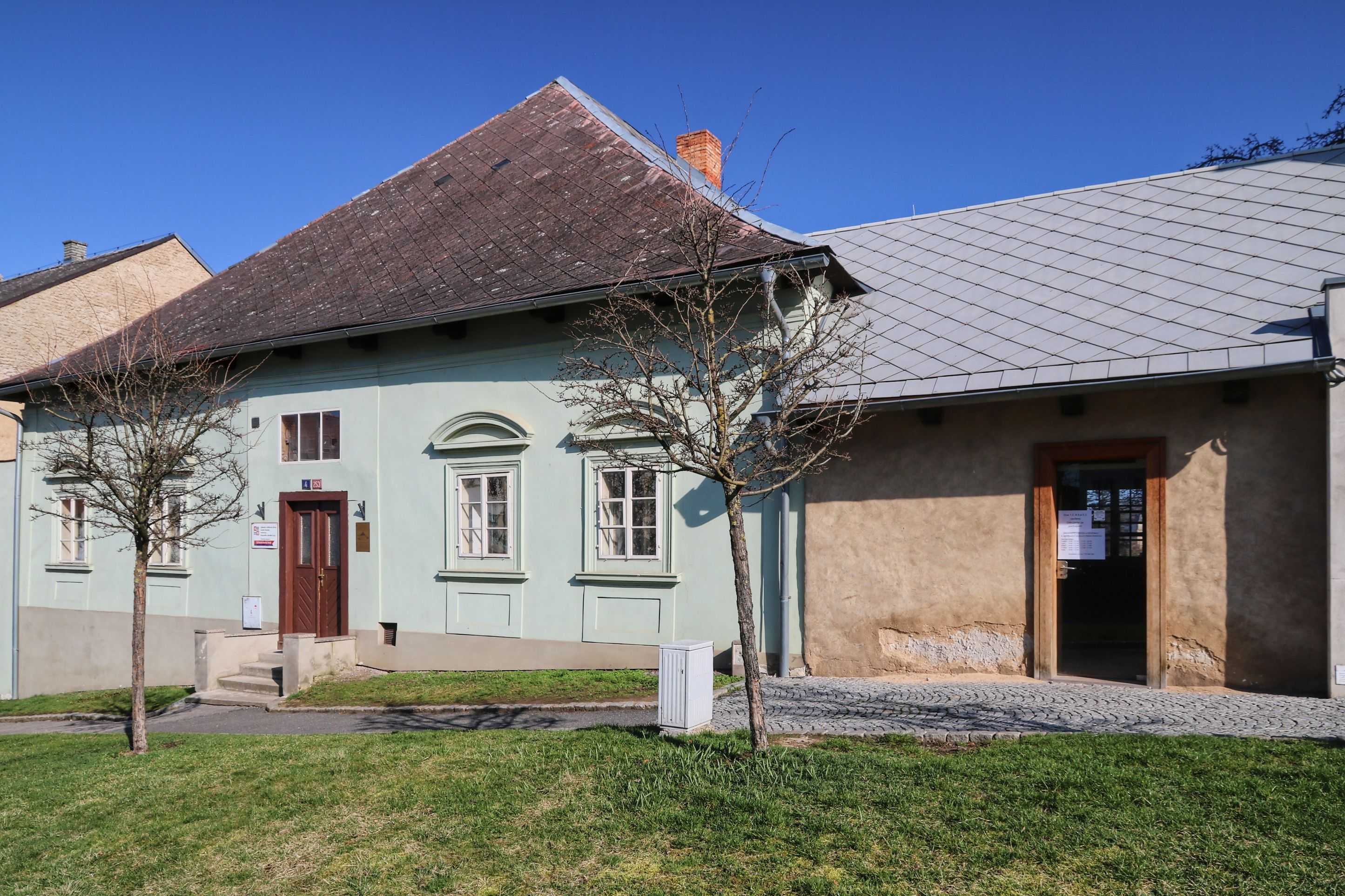
Budova ZUŠ, vpravo Infocentrum
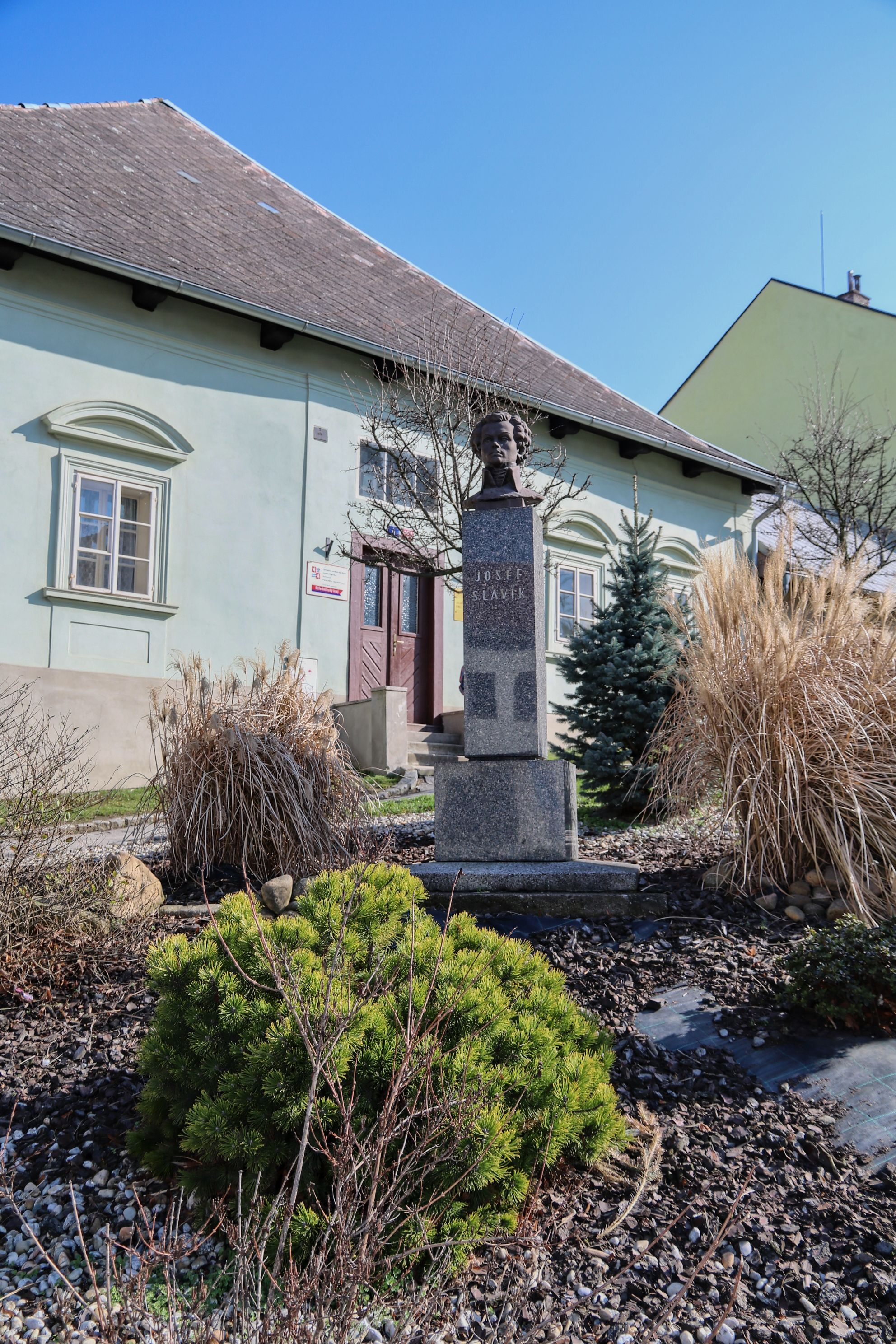
Busta Josefa Slavíka
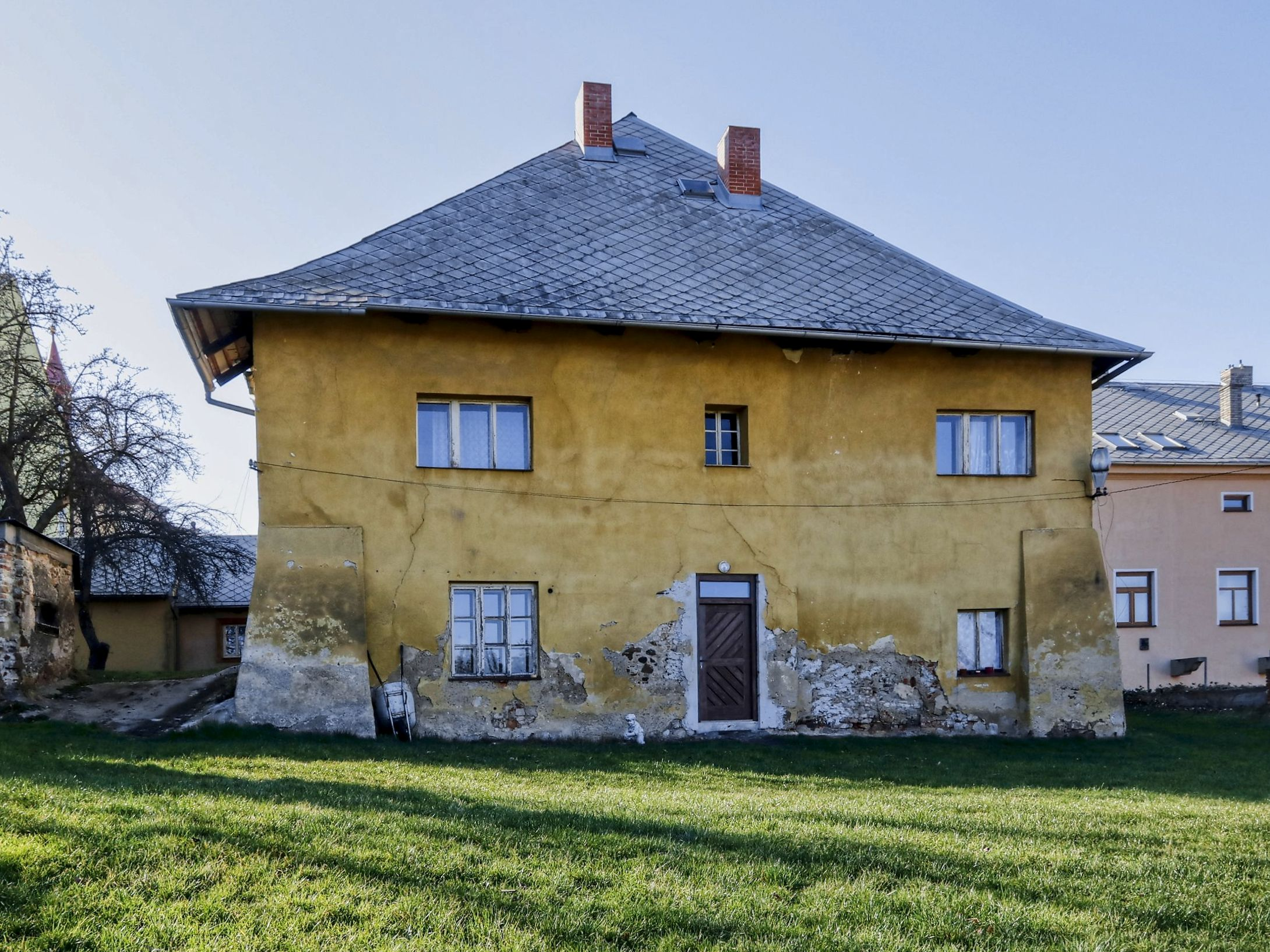
Pohled ze zahrady
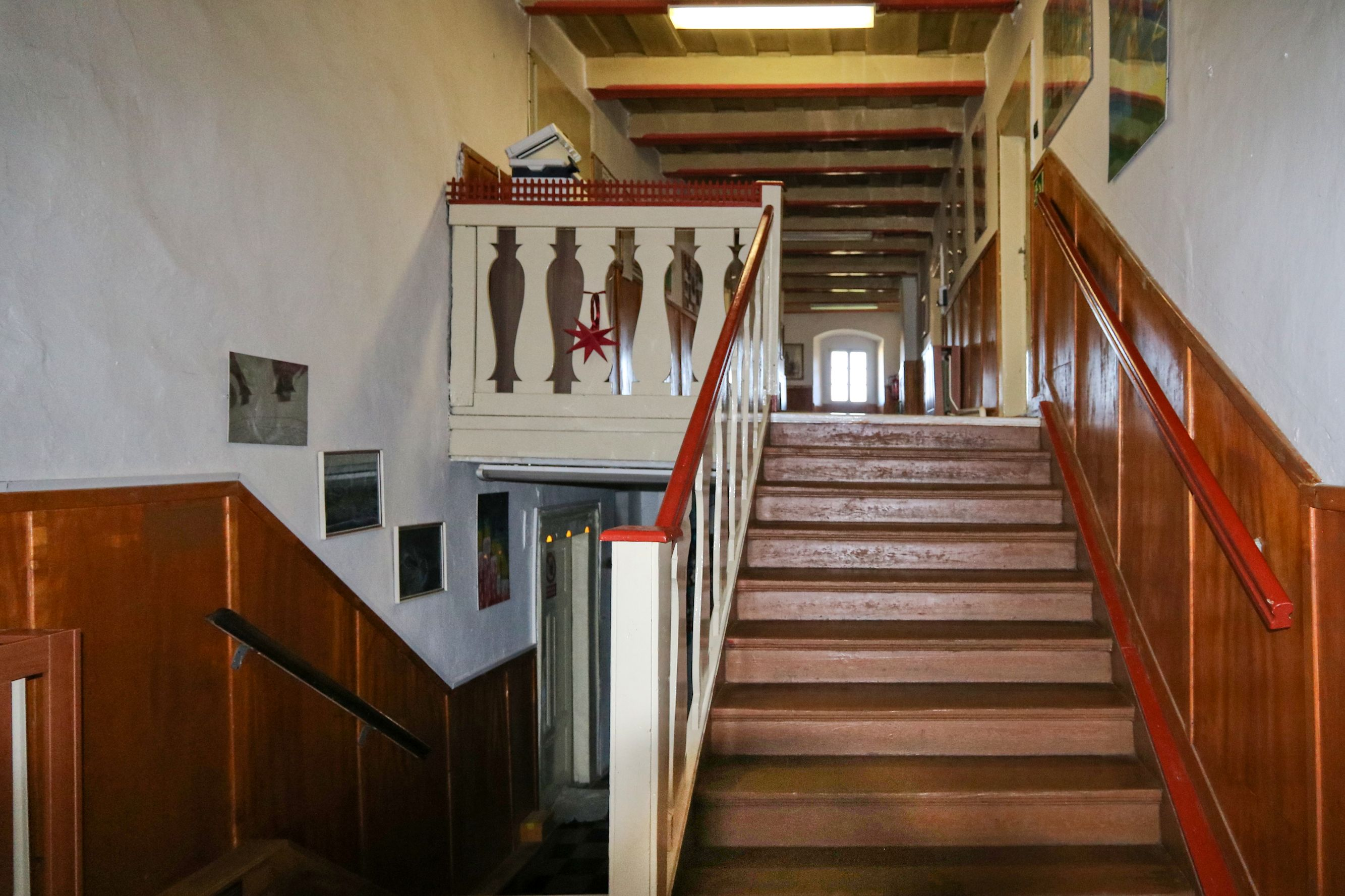
Schody do 1. patra
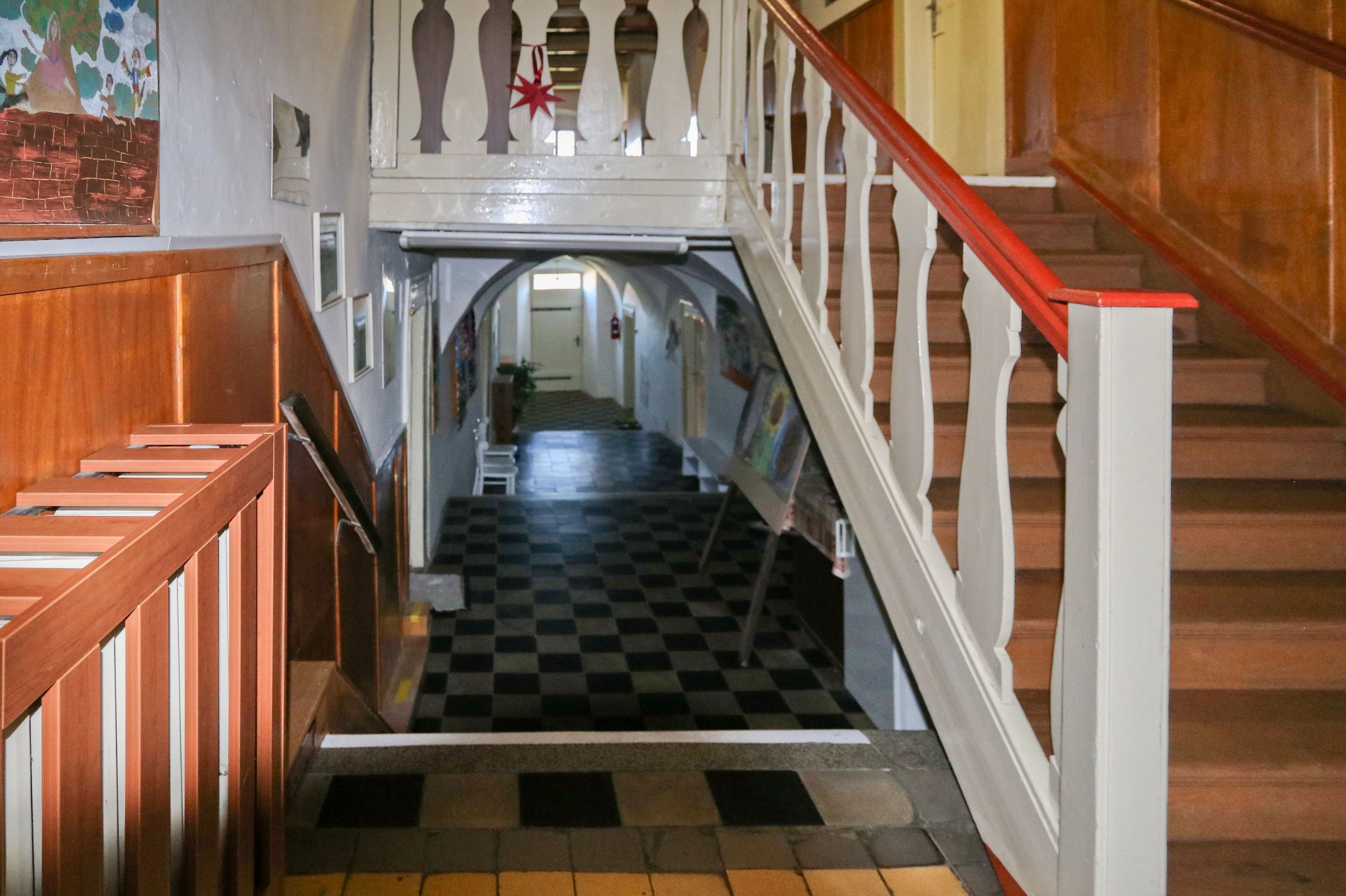
Vchod do přízemí
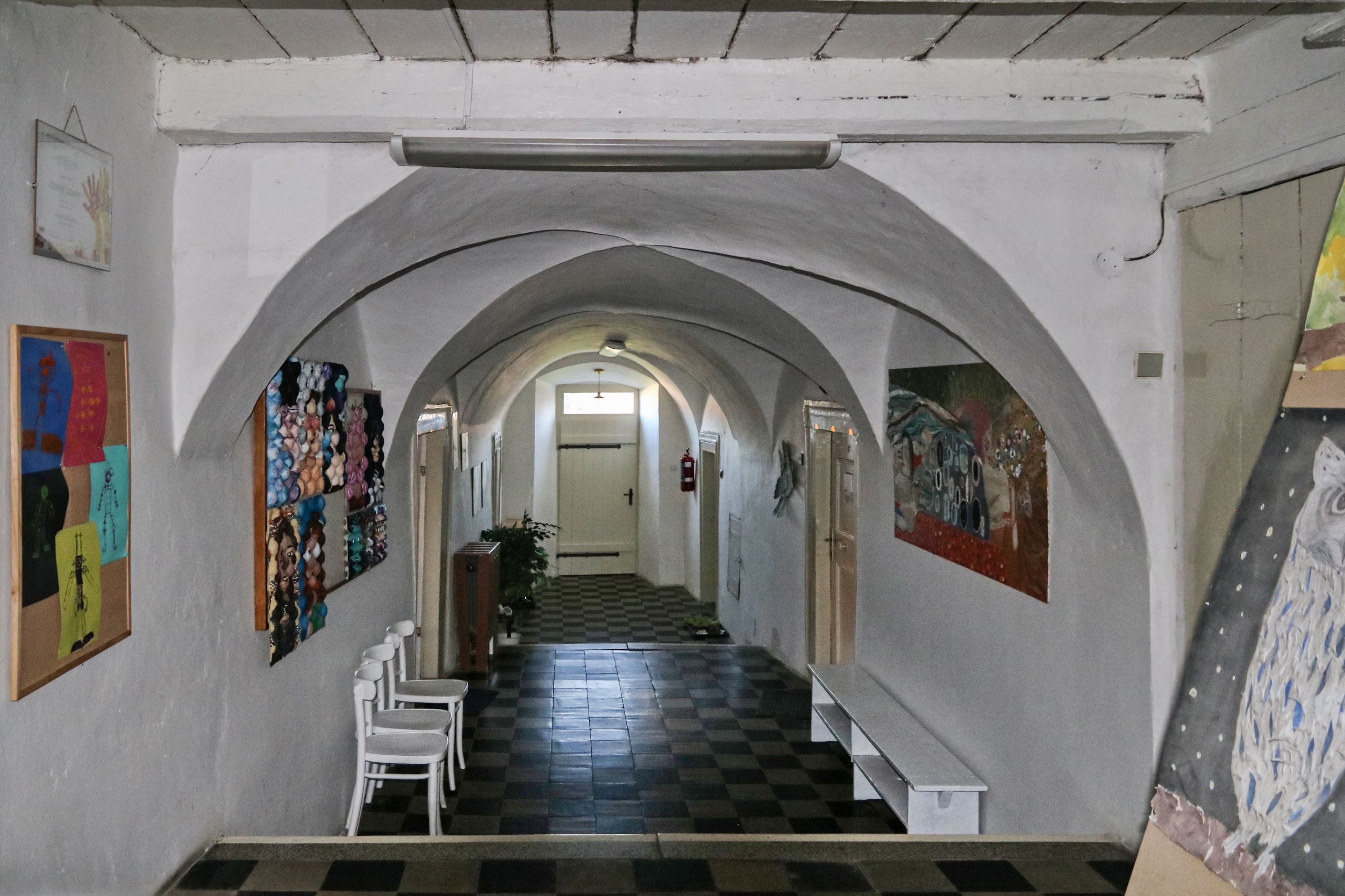
Klenbová chodba v přízemí
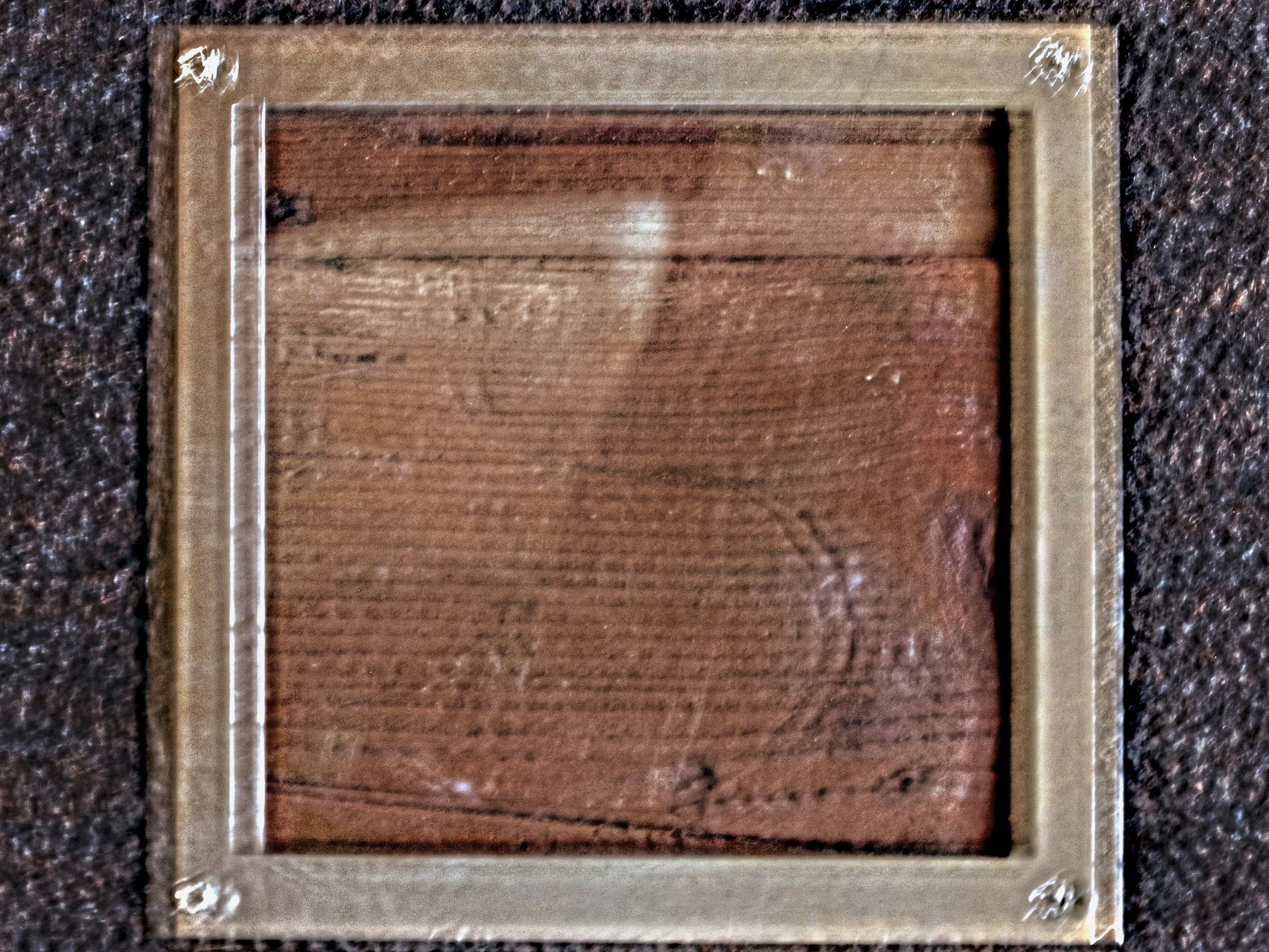
Slavíkovo "S"
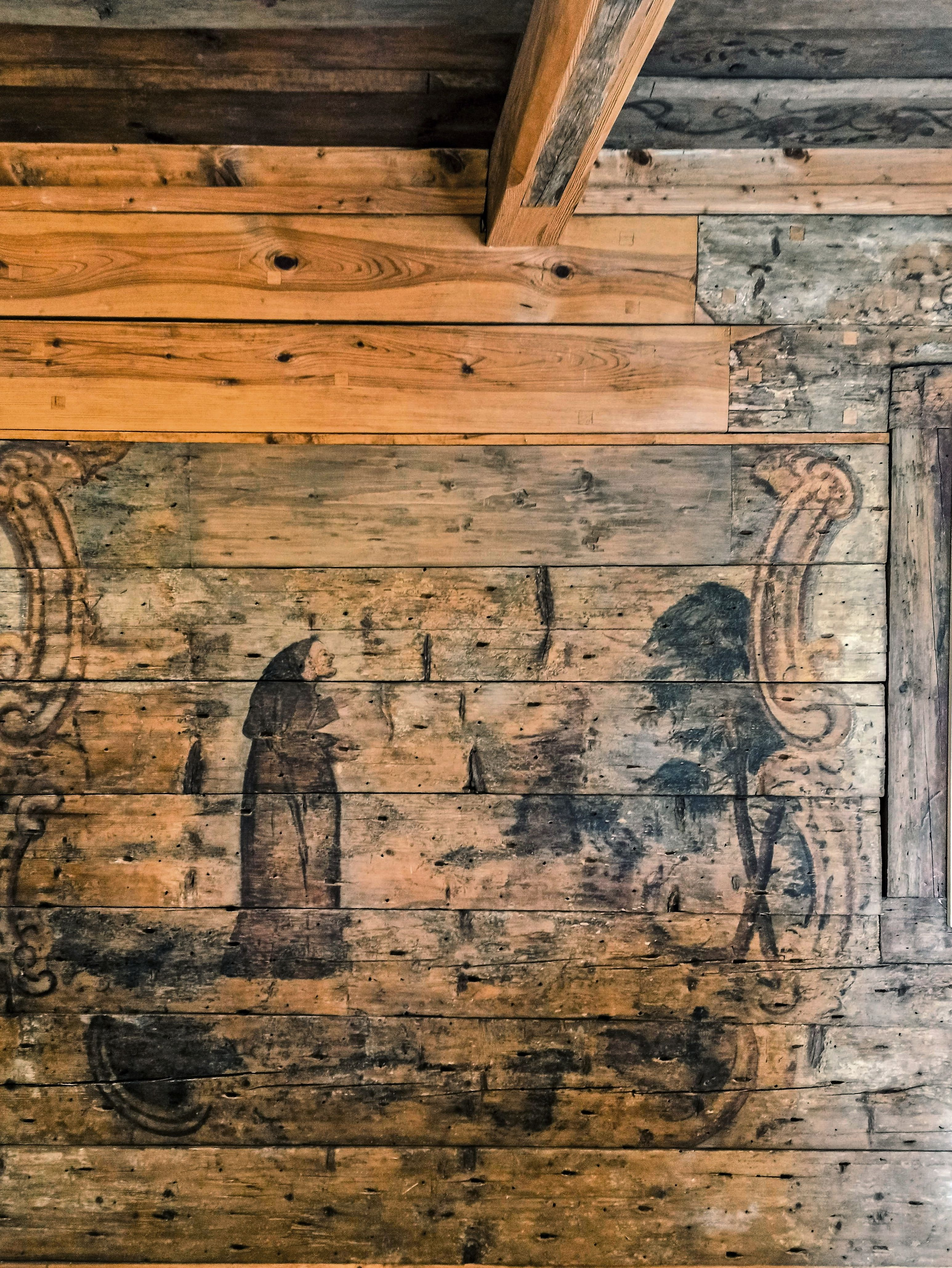
Figurální malba na trámové stěně
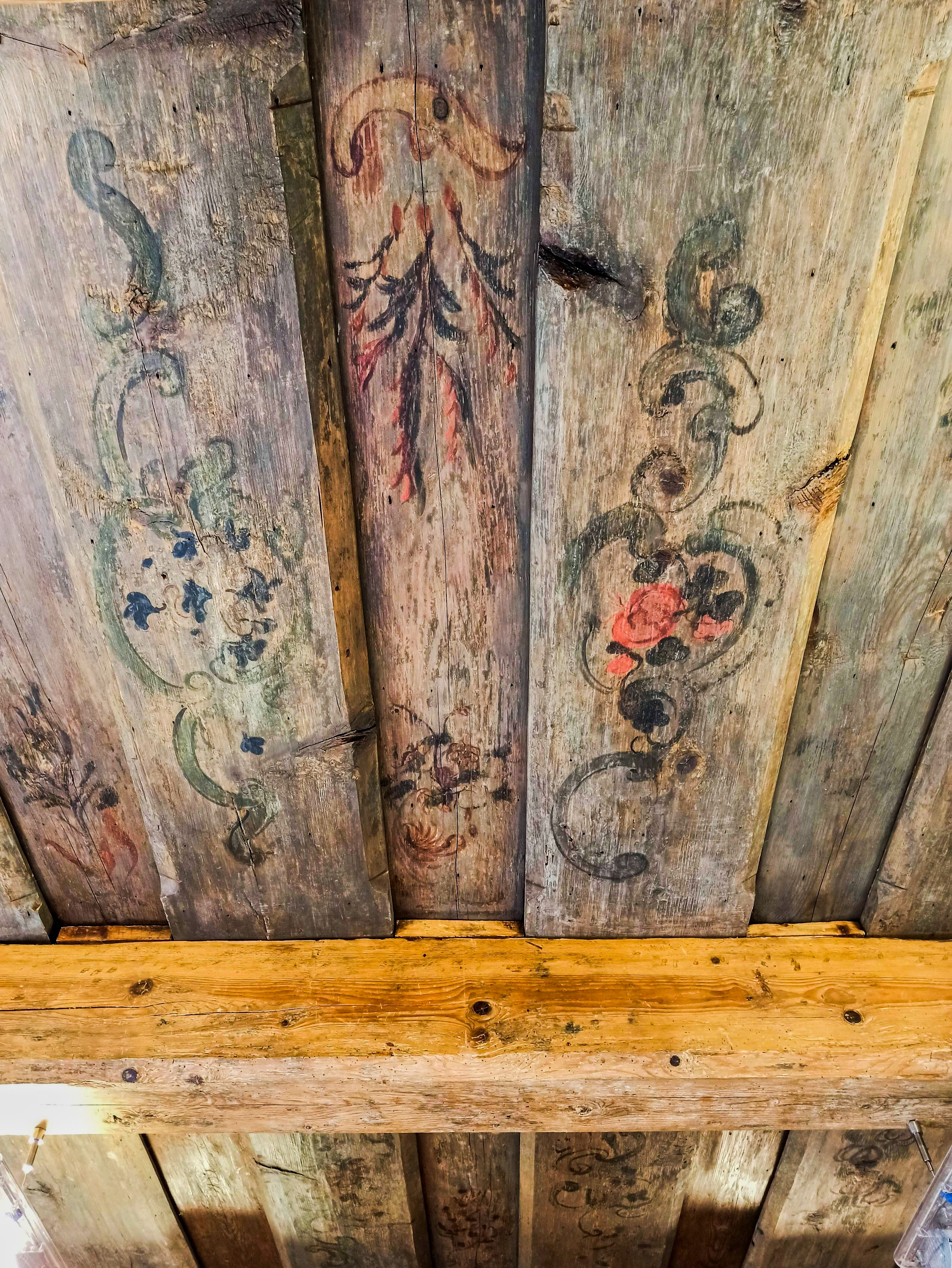
Dekorativní malba na trámovém stropě
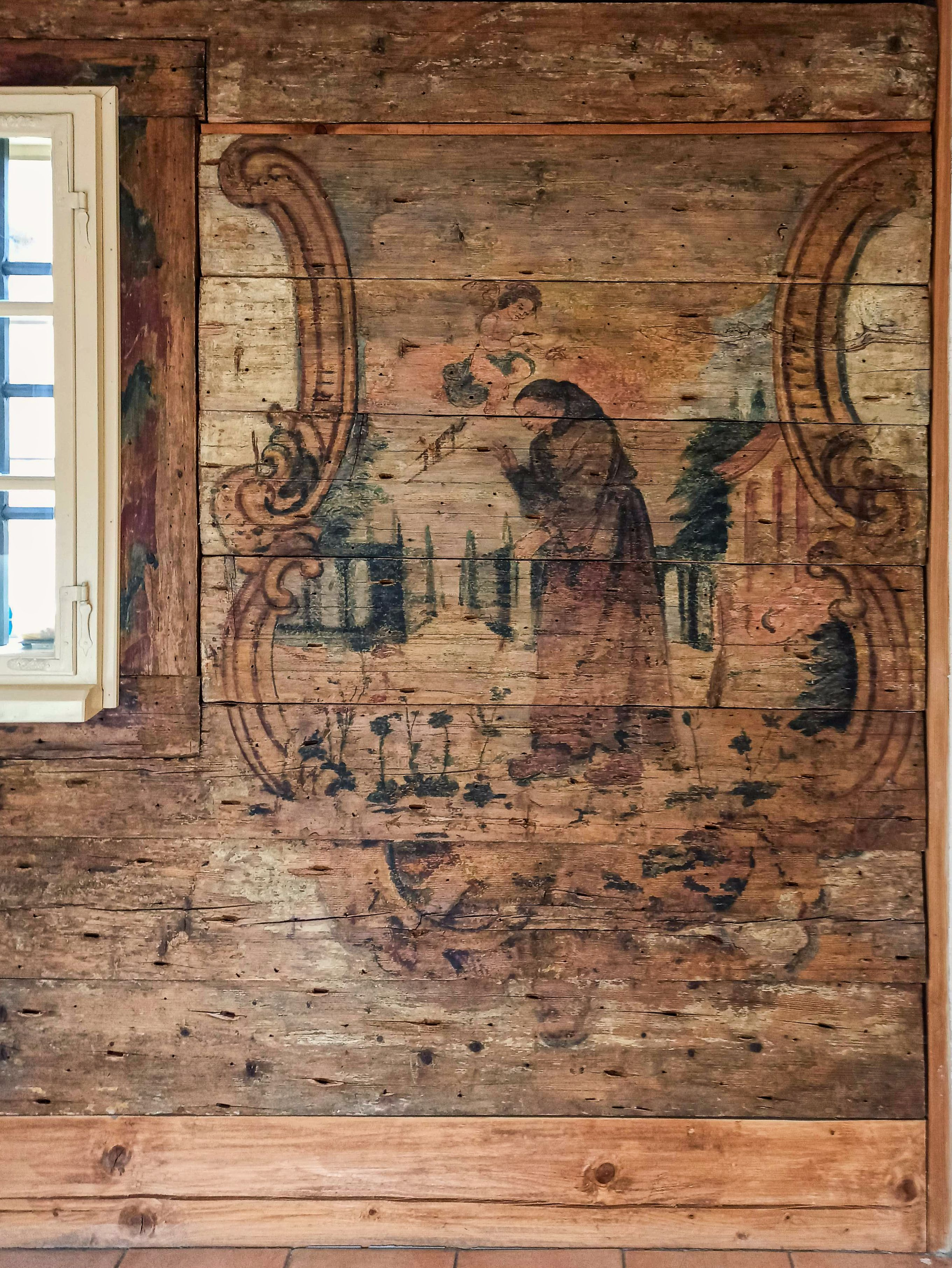
Figurální malba na dřevěné trámové stěně
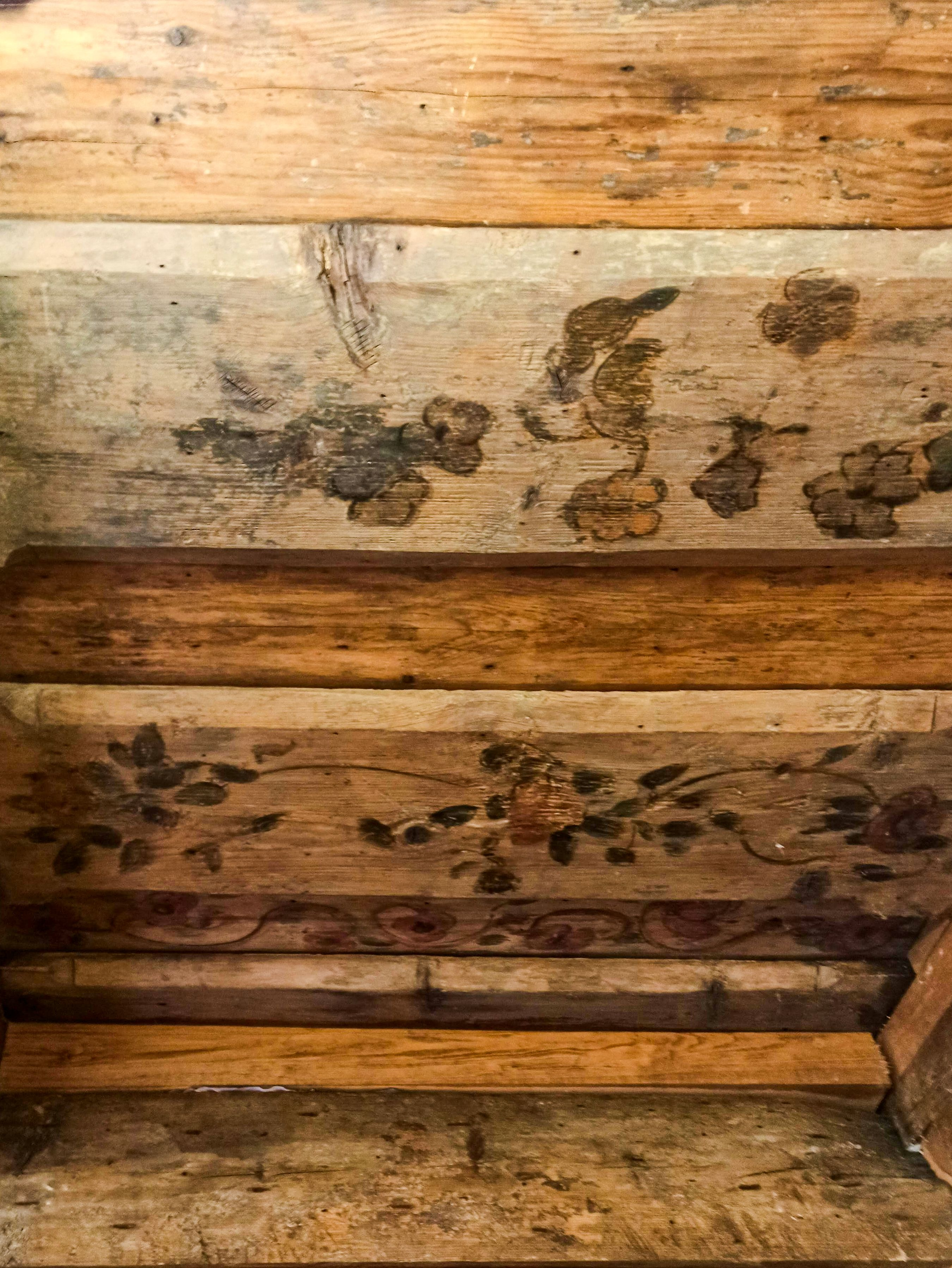
Malovaný trámový strop
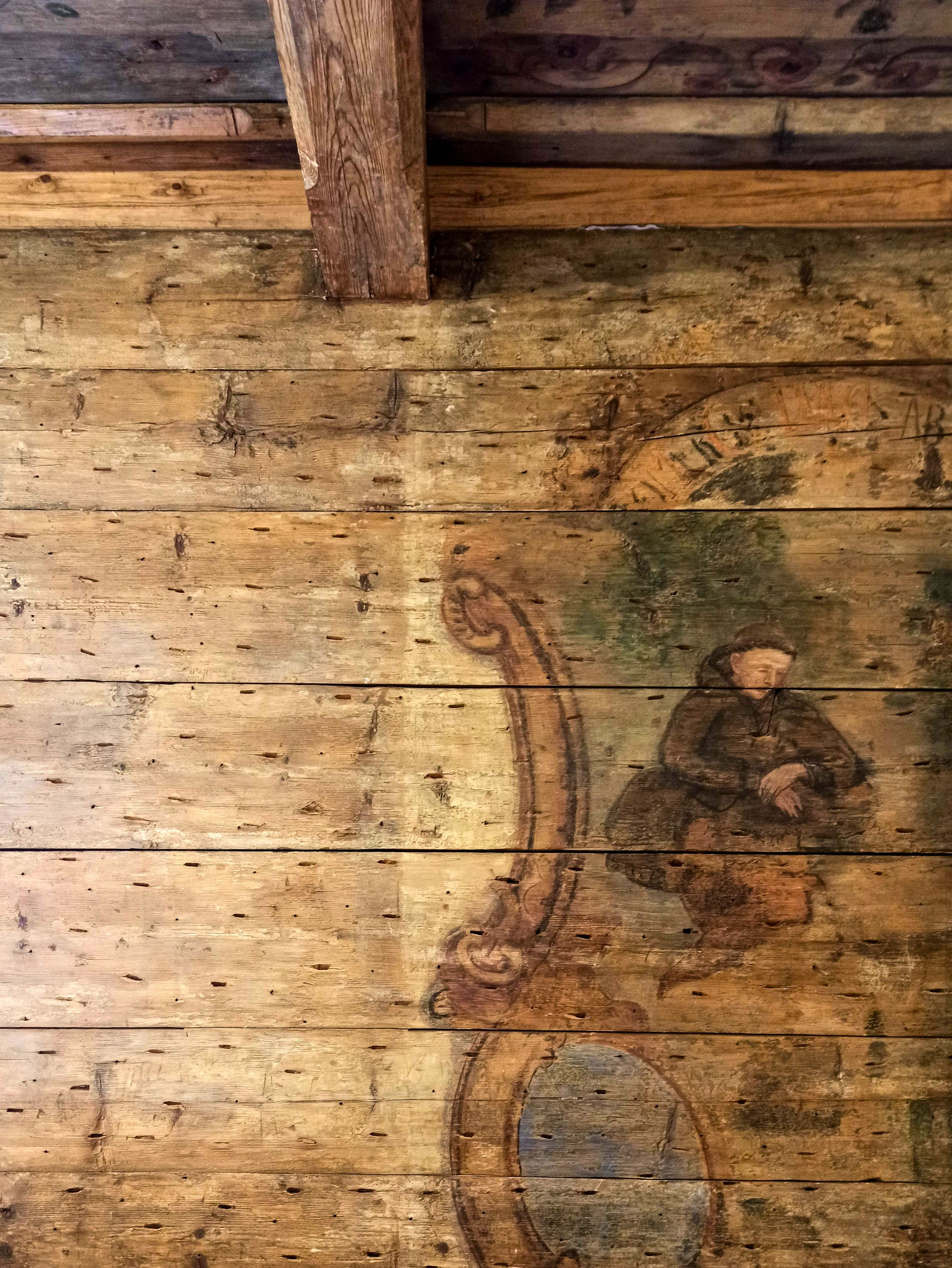
Figurální malba na dřevěné stěně